# Forrest Gander
Pour les articles homonymes, voir Gander.
Forrest Gander, né le 21 janvier 1956 à Barstow dans l'État de  Californie, est un poète, romancier, traducteur américain, professeur d'université et membre de l'Academy of American Poets, dont il est l'un des chanceliers élu en 2017, il a enseigné la littérature comparée à l'Université Brown à Providence dans l'État du Rhode Island.  

## Biographie
James Forrest Cockerille III, né dans le désert de Mojave à Barstow, en Californie, a grandi en Virginie, où lui et ses deux sœurs, Karin et Lisa ont été élevés par Ruth Clare Cockerille, leur mère isolée et institutrice d'école primaire.  
En 1972, à Annandale, en Virginie, Forrest et ses deux sœurs ont été adoptés par Walter J. Gander qui a épousé leur mère. 
Forrest Gander  a fait ses études secondaires au College of William and Mary de Williamsburg. 
Ensuite il entre à l'Université de San Francisco où il obtient deux Masters of Arts, l'un en littérature, l'autre en géologie. 
En 1983, il épouse Carolyn D. Wright, ensemble ils auront un fils Brecht. Le couple vivra dans différents endroits : Dolores Hidalgo dans le Mexique, Eureka Springs dans l'État de l'Arkansas avant de s'installer définitivement dans le Rhode Island. 
En plus de ses poèmes et romans, Forrest Gander a travaillé les problèmes de la traduction notamment ceux liés à la traductions des poésies espagnoles et d’Amérique latine.  Ainsi, il a édité ses traductions de plusieurs anthologies de la poésie de l' Espagne, du Mexique et de l' Amérique latine, ainsi que des poètes mexicains Pura López Colomé, Coral Bracho, Valerie Mejer Caso, et Alfonso D'Aquino. 
Avec Kent Johnson, Forrest Gander traduira le poète bolivien Jaime Saenz, et le chilien Pablo Neruda. 
Différents livres de Forrest Gander ont été traduits et publiés en France, au Mexique, au Chili, en Espagne, en Bulgarie, au Japon, en Chine en Allemagne, en Turquie, aux Pays - Bas, etc. 
Forrest Gander a collaboré à diverses œuvres et manifestations avec des photographes tels que Sally Mann, ou Graciela Iturbide,  Peter Lindbergh, Michael Flomen, Raymond Meeks, avec les céramistes Ashwini Bhat et Richard Hirsch, le peintre Tjibbe Hooghiemstra, l'artiste verrier Michael Rogers, les musiciens Vic Chesnutt et Brady Earnharet,  avec le couple de danseurs Eiko & Koma, etc. 
Ses manuscrits sont déposés à la Yale University Library. 
Forrest Gander vit et travaille à Petaluma, en Californie.

## Œuvres

### Poésie
- Eiko & Koma, éd. New Directions, 2013
- Core Samples from the World, éd. New Directions, 2011.
- Eye Against Eye, éd. New Directions, 2005,
- The Blue Rock Collection, éd. New Directions, 2004
- Torn Awake, éd. New Directions, 2001[25],
- Science and Steepleflower: Poetry, éd. News Directions, 1998,
- Deeds of Utmost Kindness , éd. Wesleyan University Press, 1994,
- Lynchburg, éd. University of Pittsburgh Press, 1993,
- Rush to the Lake, éd. Alice James Press, 1988.

### Roman
- As a Friend, éd.  New Directions, 2008[26],[27]- traduit en français sous le titre En ami[28] par Dominique Goy-Blanquet, Paris, éd. Sabine Wespieser  2009, 136 p.  (ISBN 978-2-84805-075-1)

- The Trace, éd. New Directions, 2014, - traduit en français sous le titre La Trace[29] par Dominique Goy-Blanquet, Paris, éd. Sabine Wespieser , 2016, 312 p.  (ISBN 978-2-84805-201-4)
- A Faithful Existence, éd. Shoemaker & Hoard, 2005.

### Traductions
- Love Me: French Poems by Alejandra Pizarnik, éd. New Directions, 2017
- Alice Iris Red Horse: Selected Poems of Yoshimasu Gozo, éd. New Directions Publishers, 2016,
- Rain of the Future by Valerie Mejer, éd. Action books, 2014[30],[31],
- Pinholes in the Night: Essential Poems from Latin America, Selected by Raúl Zurita, éd. Copper Canyon Press, 2014[32]
- Panic Cure: Poetry from Spain for the 21st Century, éd. Seismicity (USA) & Shearsman Books (GB), 2013[33],
- Fungus Skull Eye Wing, Selected Poems of Alfonso D'Aquino, éd. Copper Canyon Press, 2013[34],[35],
- Watchword by Pura López Colomé, éd. Wesleyan University Press, 2013[36],

- Then Come Back: The Lost Poems of Pablo Neruda Translated by Forrest Gander, éd. Copper Canyon Press, 2012[37],
- Spectacle & Pigsty, Selected Poems of Kiwao Nomura translated by Kyoko Yoshida & Forrest Gander, éd. Omnidawn Publishers, 2011[38],
- Firefly Under the Tongue: Selected Poems of Coral Bracho, éd. New Directions Publishers, 2008[39],
- The Night by Jaime Saenz, translated by Forrest Gander & Kent Johnson, éd. Princeton University, 2007[40],
- Connecting Lines: New Poetry from Mexico by Luis Cortez Bargallo, éd. Sarabande Books, 2006,
- Immanent Visitor, Selected Poems of Jaime Saenz, translated by Kent Johnson & Forrest Gander, éd. University of California Press, 2002[41]
- No Shelter, The Selected Poems of Pura López-Colomé, éd. Graywolf Press, 2002[42],
- Mouth to Mouth: Poems by 12 Contemporary Mexican Women, éd. Milkweed Editions, 1993[43].

## Prix et distinctions
- Finaliste du prix Pulitzer, 2012[44],
- National Book Critics Cercle Award Finaliste, 2011[45],
- Boursier de la Bibliothèque du Congrès Witter Bynne, 2011[46],
- Boursier de la United States Artists Rockefeller Fellowship, 2008[47],
- Boursier de la Guggenheim Foundation, 2008[47],
- Prix de la Howard Foundation Award, 2005[48],
- Boursier du PEN Translation Fund Grant from PEN American Center, 2004,
- Prix Pushcart, 2000,
- Prix Jessica Nobel Maxwell Memorial, attribué par la American Poetry Review, 1998
- Prix de la Whiting Foundation Award, 1997[49],
- Prix Gertrude Stein Award in Innovative North American Poetry, 1997 et 1993
- Prix du Fund for Poetry Award, 1994
- Bourse de la National Endowment for the Arts Fellowship en poésie, 1989, 2001[50].